# Tádžičtina
Tádžičtina, též tádžická perština či tádžikí (tádžicky Забони тоҷикӣ, forsí tódžikí), je jazyk (někdy se pokládá za variantu perštiny) používaný ve Střední Asii. Jedná se o úřední jazyk Tádžikistánu.

## Popis
Jedná se o jazyk z íránské jazykové skupiny, používaný Tádžiky, zejména v Tádžikistánu a Uzbekistánu. Je velmi blízký darijské formě perštiny (jde vlastně o její izolovanější a méně rozvíjenou, v důsledku toho tedy archaičtější variantu).
Tádžikistán byl součásti Sovětského svazu a tádžičtina je silně ovlivněna ruštinou, z níž převzala mnoho slov a písmo je cyrilice (předtím se užívalo perské písmo).
Spisovná tádžičtina je založena na dialektu severozápadní části Tádžikistánu, která je pod silným vlivem sousední uzbečtiny.

## Příklady

### Číslovky
| Tádžicky | Česky |
| як       | jeden |
| ду       | dva   |
| ce       | tři   |
| чoр      | čtyři |
| пaнҷ     | pět   |
| шaш      | šest  |
| ҳaфт     | sedm  |
| ҳaшт     | osm   |
| нӯҳ      | devět |
| дaҳ      | deset |

## Vzorový text
Otče náš (modlitba Páně):
Эй падари мо, ки дар осмонӣ, исми ту муққадас бод.
Малакути ту биёяд, иродаи ту, чунон ки дар осмон аст,
Дар замин ҳам ба амал ояд.
Ба мо ризқу рӯзи бидеҳ.
Гуноҳҳои моро бубахш,
Чунон, ки мо низ қарздорони худро мебахшем.
Моро ба озмоиш гирифтор накун,
Балки моро аз иблис наҷот деҳ. Омин.

## Všeobecná deklarace lidských práv
| tádžicky v cyrilici                 | Тамоми одамон озод ба дунё меоянд ва аз лиҳози манзилату ҳуқуқ бо ҳам баробаранд. Ҳама соҳиби ақлу виҷдонанд, бояд нисбат ба якдигар бародарвор муносабат намоянд.            |
| tádžicky v latince                  | Tamomi odamon ozod ʙa dunjo meojand va az lihozi manzilatu huquq ʙo ham ʙaroʙarand. Hama sohiʙi aqlu viçdonand, ʙojad nisʙat ʙa jakdigar ʙarodarvor munosaʙat namojand.       |
| tádžicky v latince (český přepis)   | Tamóm-i ódamón ózód ba dunjó méójand va az lihóz-i manzilat-u huqúq bó ham baróbarand. Hama sóhib-i aql-u vidždónand, bójad nisbat ba jakdígar baródarvór munósabat namójand. |
| tádžicky v latince (vědecký přepis) | Tamṓm-i ōdamōn ōzōd ba dunyō mēōyand va az liḥṓẓ-i manzilát-u ḥuqūq bō ham barōbarand. Hama ṣōḥíb-i ˁáql-u viǰdōnand, bōyad nisbat ba yakdīgar barōdarvōr munōsabat namōyand. |
| tádžicky v perském písmu            | تمام آدمان آزاد به دنيا مى آيند و از لحاظ منزلت و حقوق با هم برابرند. همه صاحب عقل و وجدانند، بايد نسبت به يكديگر برادروار مناسبت نمايند.                                     |
| česky                               | Všichni lidé se rodí svobodní a sobě rovní co do důstojnosti a práv. Jsou nadáni rozumem a svědomím a mají spolu jednat v duchu bratrství.                                    |